# Hyperlais transversalis
Hyperlais transversalis is een vlinder uit de familie grasmotten (Crambidae). De wetenschappelijke naam van deze soort is voor het eerst gepubliceerd in 2011 door Wolfram Mey.
De soort komt voor in Namibië.